# Danh sách cầu thủ tham dự Cúp bóng đá Nam Mỹ 2004
Sau đây là đội hình các đội tuyển tham dự Cúp bóng đá Nam Mỹ 2004.

## Bảng A

### Bolivia
Huấn luyện viên: Ramiro Blacut
| Số | VT | Cầu thủ               | Ngày sinh (tuổi)            | Trận | Bàn | Câu lạc bộ        |
| -- | -- | --------------------- | --------------------------- | ---- | --- | ----------------- |
| 1  | TM | José Carlos Fernández | 24 tháng 1, 1971 (33 tuổi)  |      |     | Bolívar           |
| 2  | TV | Miguel Hoyos          | 11 tháng 3, 1981 (23 tuổi)  |      |     | Oriente Petrolero |
| 3  | HV | Sergio Jauregui       | 13 tháng 3, 1985 (19 tuổi)  |      |     | Blooming          |
| 4  | HV | Lorgio Álvarez        | 29 tháng 6, 1978 (26 tuổi)  |      |     | Oriente Petrolero |
| 5  | HV | Ronald Arana          | 18 tháng 1, 1977 (27 tuổi)  |      |     | Oriente Petrolero |
| 6  | TĐ | Richard Rojas         | 22 tháng 2, 1975 (29 tuổi)  |      |     | The Strongest     |
| 7  | TV | Luis Cristaldo (c)    | 31 tháng 8, 1969 (34 tuổi)  |      |     | The Strongest     |
| 8  | TV | Rubén Tufiño          | 9 tháng 1, 1970 (34 tuổi)   |      |     | Club Bolívar      |
| 9  | TĐ | Miguel Mercado        | 20 tháng 8, 1975 (28 tuổi)  |      |     | Club Bolívar      |
| 10 | TV | Limberg Gutiérrez     | 19 tháng 11, 1977 (26 tuổi) |      |     | Club Bolívar      |
| 11 | TĐ | Roger Suárez          | 2 tháng 4, 1977 (27 tuổi)   |      |     | Club Bolívar      |
| 12 | TM | Sergio Galarza        | 25 tháng 8, 1975 (28 tuổi)  |      |     | Jorge Wilstermann |
| 13 | TV | Wálter Flores         | 29 tháng 10, 1978 (25 tuổi) |      |     | San José          |
| 14 | HV | Hermán Solíz          | 14 tháng 7, 1982 (21 tuổi)  |      |     | The Strongest     |
| 15 | TV | Limbert Pizarro       | 4 tháng 4, 1979 (25 tuổi)   |      |     | Bolívar           |
| 16 | HV | Ronald Raldes         | 20 tháng 4, 1981 (23 tuổi)  |      |     | Rosario Central   |
| 17 | TĐ | Juan Carlos Arce      | 10 tháng 4, 1985 (19 tuổi)  |      |     | Oriente Petrolero |
| 18 | TĐ | Getulio Vaca Diez     | 24 tháng 1, 1984 (20 tuổi)  |      |     | Blooming          |
| 19 | TV | Gonzalo Galindo       | 20 tháng 10, 1974 (29 tuổi) |      |     | Bolívar           |
| 20 | TĐ | Joaquín Botero        | 10 tháng 12, 1977 (26 tuổi) |      |     | UNAM              |
| 21 | TM | Leonardo Fernández    | 13 tháng 3, 1974 (30 tuổi)  |      |     | Chacarita Juniors |
| 22 | HV | Juan Carlos Sánchez   | 1 tháng 3, 1985 (19 tuổi)   |      |     | Oriente Petrolero |

### Colombia
Huấn luyện viên: Reinaldo Rueda
| Số | VT | Cầu thủ               | Ngày sinh (tuổi)            | Trận | Bàn | Câu lạc bộ             |
| -- | -- | --------------------- | --------------------------- | ---- | --- | ---------------------- |
| 1  | TM | Juan Carlos Henao (c) | 30 tháng 12, 1971 (32 tuổi) |      |     | Once Caldas            |
| 2  | HV | Andrés González       | 8 tháng 1, 1984 (20 tuổi)   |      |     | América de Cali        |
| 3  | TV | Jaime Castrillón      | 5 tháng 4, 1983 (21 tuổi)   |      |     | Independiente Medellín |
| 4  | HV | Jésus Sinisterra      | 9 tháng 12, 1975 (28 tuổi)  |      |     | Arminia Bielefeld      |
| 5  | HV | Andrés Orozco         | 24 tháng 1, 1971 (33 tuổi)  |      |     | Racing Club            |
| 6  | TV | Oscar Díaz            | 6 tháng 6, 1972 (32 tuổi)   |      |     | Deportivo Cali         |
| 7  | TĐ | Tressor Moreno        | 11 tháng 1, 1979 (25 tuổi)  |      |     | Deportivo Cali         |
| 8  | TV | David Ferreira        | 9 tháng 8, 1979 (24 tuổi)   |      |     | América de Cali        |
| 9  | TĐ | Sergio Herrera        | 15 tháng 3, 1981 (23 tuổi)  |      |     | América de Cali        |
| 10 | TV | Neider Morantes       | 3 tháng 8, 1975 (28 tuổi)   |      |     | Independiente Medellín |
| 11 | TĐ | Elkin Murillo         | 20 tháng 9, 1977 (26 tuổi)  |      |     | LDU Quito              |
| 12 | TM | Bréiner Castillo      | 5 tháng 5, 1978 (26 tuổi)   |      |     | Deportivo Cali         |
| 13 | HV | Arley Dinas           | 16 tháng 5, 1974 (30 tuổi)  |      |     | Deportes Tolima        |
| 14 | TĐ | Edixon Perea Valencia | 20 tháng 4, 1984 (20 tuổi)  |      |     | Atlético Nacional      |
| 15 | TV | Jhon Viáfara          | 27 tháng 10, 1978 (25 tuổi) |      |     | Once Caldas            |
| 16 | TĐ | Edwin Congo           | 7 tháng 10, 1976 (27 tuổi)  |      |     | Levante                |
| 17 | TV | Jairo Patiño          | 5 tháng 4, 1978 (26 tuổi)   |      |     | Newell's Old Boys      |
| 18 | TV | Abel Aguilar          | 6 tháng 1, 1985 (19 tuổi)   |      |     | Deportivo Cali         |
| 19 | TV | José Amaya            | 16 tháng 7, 1980 (23 tuổi)  |      |     | Atlético Junior        |
| 20 | HV | Gustavo Victoria      | 14 tháng 5, 1980 (24 tuổi)  |      |     | Çaykur Rizespor        |
| 21 | HV | Hayder Palacio        | 22 tháng 7, 1979 (24 tuổi)  |      |     | Atlético Junior        |
| 22 | HV | Gonzalo Martínez      | 30 tháng 11, 1975 (28 tuổi) |      |     | Napoli                 |

### Peru
Huấn luyện viên:  Paulo Autuori
| Số | VT | Cầu thủ                | Ngày sinh (tuổi)            | Trận | Bàn | Câu lạc bộ       |
| -- | -- | ---------------------- | --------------------------- | ---- | --- | ---------------- |
| 1  | TM | Óscar Ibáñez           | 8 tháng 8, 1967 (36 tuổi)   |      |     | Cienciano        |
| 2  | HV | Santiago Acasiete      | 22 tháng 11, 1977 (26 tuổi) |      |     | Cienciano        |
| 3  | HV | Miguel Rebosio         | 20 tháng 10, 1976 (27 tuổi) |      |     | Real Zaragoza    |
| 4  | HV | Jorge Soto             | 27 tháng 10, 1971 (32 tuổi) |      |     | Sporting Cristal |
| 5  | HV | Martín Hidalgo         | 15 tháng 6, 1976 (28 tuổi)  |      |     | Alianza Lima     |
| 6  | HV | Walter Vílchez         | 20 tháng 2, 1982 (22 tuổi)  |      |     | Alianza Lima     |
| 7  | TV | Nolberto Solano        | 12 tháng 12, 1974 (29 tuổi) |      |     | Aston Villa      |
| 8  | TV | Juan José Jayo         | 20 tháng 1, 1973 (31 tuổi)  |      |     | Alianza Lima     |
| 9  | TĐ | Flavio Maestri         | 21 tháng 1, 1973 (31 tuổi)  |      |     | Vitória          |
| 10 | TV | Roberto Palacios       | 28 tháng 12, 1972 (31 tuổi) |      |     | Morelia          |
| 11 | TV | Aldo Olcese            | 23 tháng 10, 1974 (29 tuổi) |      |     | Alianza Lima     |
| 12 | TM | Erick Delgado          | 30 tháng 6, 1982 (22 tuổi)  |      |     | Sporting Cristal |
| 13 | HV | Juan Carlos la Rosa    | 3 tháng 12, 1980 (23 tuổi)  |      |     | Cienciano        |
| 14 | TĐ | Claudio Pizarro (c)    | 3 tháng 10, 1978 (25 tuổi)  |      |     | Bayern Munich    |
| 15 | HV | Guillermo Salas        | 10 tháng 1, 1978 (26 tuổi)  |      |     | Alianza Lima     |
| 16 | TĐ | Andrés Augusto Mendoza | 26 tháng 4, 1978 (26 tuổi)  |      |     | Club Brugge      |
| 17 | TĐ | Jefferson Farfán       | 28 tháng 10, 1984 (19 tuổi) |      |     | Alianza Lima     |
| 18 | TV | Pedro García           | 14 tháng 3, 1974 (30 tuổi)  |      |     | Alianza Lima     |
| 19 | TV | Marko Ciurlizza        | 22 tháng 2, 1978 (26 tuổi)  |      |     | Alianza Lima     |
| 20 | TV | Carlos Zegarra         | 2 tháng 3, 1977 (27 tuổi)   |      |     | Sporting Cristal |
| 21 | TM | Leao Butrón            | 4 tháng 6, 1977 (27 tuổi)   |      |     | Alianza Lima     |
| 22 | TV | Julio García           | 16 tháng 6, 1981 (23 tuổi)  |      |     | Cienciano        |

### Venezuela
Huấn luyện viên: Richard Páez
| Số | VT | Cầu thủ             | Ngày sinh (tuổi)            | Trận | Bàn | Câu lạc bộ             |
| -- | -- | ------------------- | --------------------------- | ---- | --- | ---------------------- |
| 1  | TM | Gilberto Angelucci  | 7 tháng 8, 1967 (36 tuổi)   |      |     | Maracaibo              |
| 2  | HV | Luis Vallenilla     | 13 tháng 3, 1974 (30 tuổi)  |      |     | Caracas                |
| 3  | HV | José Manuel Rey (c) | 20 tháng 5, 1975 (29 tuổi)  |      |     | Caracas                |
| 4  | HV | Jonay Hernández     | 15 tháng 11, 1979 (24 tuổi) |      |     | Dundee                 |
| 5  | TV | Miguel Mea Vitali   | 19 tháng 2, 1981 (23 tuổi)  |      |     | Caracas                |
| 6  | HV | Alejandro Cichero   | 20 tháng 4, 1977 (27 tuổi)  |      |     | Nacional               |
| 7  | TĐ | Daniel Noriega      | 30 tháng 3, 1977 (27 tuổi)  |      |     | Independiente Medellín |
| 8  | TĐ | Cristian Cásseres   | 29 tháng 6, 1977 (27 tuổi)  |      |     | Maracaibo              |
| 9  | TĐ | Alexander Rondón    | 30 tháng 8, 1977 (26 tuổi)  |      |     | Deportivo Táchira      |
| 10 | TĐ | Massimo Margiotta   | 27 tháng 7, 1977 (26 tuổi)  |      |     | Vicenza                |
| 11 | TV | Ricardo Páez        | 9 tháng 2, 1979 (25 tuổi)   |      |     | Barcelona SC           |
| 12 | TM | Manuel Sanhouse     | 16 tháng 7, 1975 (28 tuổi)  |      |     | Deportivo Táchira      |
| 13 | HV | Leonel Vielma       | 30 tháng 8, 1978 (25 tuổi)  |      |     | Maracaibo              |
| 14 | TV | Leopoldo Jiménez    | 22 tháng 5, 1978 (26 tuổi)  |      |     | Maracaibo              |
| 15 | TĐ | Wilfredo Moreno     | 19 tháng 4, 1976 (28 tuổi)  |      |     | Mineros de Guayana     |
| 16 | TĐ | Ruberth Morán       | 9 tháng 11, 1973 (30 tuổi)  |      |     | Maracaibo              |
| 17 | HV | Jorge Alberto Rojas | 10 tháng 1, 1977 (27 tuổi)  |      |     | Caracas                |
| 18 | TV | Juan Arango         | 17 tháng 5, 1980 (24 tuổi)  |      |     | Puebla                 |
| 19 | TV | Andreé González     | 30 tháng 6, 1975 (29 tuổi)  |      |     | Defensor Sporting      |
| 20 | TV | Héctor Gonzalez     | 11 tháng 4, 1977 (27 tuổi)  |      |     | Colón                  |
| 21 | HV | Andrés Rouga        | 13 tháng 3, 1974 (30 tuổi)  |      |     | Caracas                |
| 22 | TV | Pedro Depablos      | 2 tháng 1, 1977 (27 tuổi)   |      |     | Deportivo Táchira      |

## Bảng B

### Argentina
Huấn luyện viên: Marcelo Bielsa
| Số | VT | Cầu thủ               | Ngày sinh (tuổi)            | Trận | Bàn | Câu lạc bộ        |
| -- | -- | --------------------- | --------------------------- | ---- | --- | ----------------- |
| 1  | TM | Roberto Abbondanzieri | 19 tháng 8, 1972 (31 tuổi)  |      |     | Boca Juniors      |
| 2  | HV | Roberto Ayala (c)     | 14 tháng 4, 1973 (31 tuổi)  |      |     | Valencia          |
| 3  | HV | Juan Pablo Sorín      | 5 tháng 5, 1976 (28 tuổi)   |      |     | Cruzeiro          |
| 4  | HV | Facundo Quiroga       | 10 tháng 1, 1978 (26 tuổi)  |      |     | VfL Wolfsburg     |
| 5  | TV | Javier Mascherano     | 8 tháng 6, 1984 (20 tuổi)   |      |     | River Plate       |
| 6  | HV | Gabriel Heinze        | 19 tháng 4, 1978 (26 tuổi)  |      |     | Manchester United |
| 7  | TĐ | Javier Saviola        | 11 tháng 12, 1981 (22 tuổi) |      |     | Barcelona         |
| 8  | HV | Javier Zanetti        | 10 tháng 8, 1973 (30 tuổi)  |      |     | Inter Milan       |
| 9  | TĐ | Luciano Figueroa      | 19 tháng 5, 1981 (23 tuổi)  |      |     | Cruz Azul         |
| 10 | TV | Andrés D'Alessandro   | 15 tháng 4, 1981 (23 tuổi)  |      |     | VfL Wolfsburg     |
| 11 | TĐ | Carlos Tevez          | 5 tháng 2, 1984 (20 tuổi)   |      |     | Boca Juniors      |
| 12 | TM | Pablo Cavallero       | 13 tháng 4, 1974 (30 tuổi)  |      |     | Celta Vigo        |
| 13 | HV | Diego Placente        | 24 tháng 4, 1977 (27 tuổi)  |      |     | Bayer Leverkusen  |
| 14 | HV | Clemente Rodríguez    | 31 tháng 7, 1981 (22 tuổi)  |      |     | Boca Juniors      |
| 15 | HV | Leandro Fernández     | 30 tháng 1, 1983 (21 tuổi)  |      |     | Newell's Old Boys |
| 16 | TV | Lucho González        | 19 tháng 1, 1981 (23 tuổi)  |      |     | River Plate       |
| 17 | HV | Mariano González      | 5 tháng 5, 1981 (23 tuổi)   |      |     | Palermo           |
| 18 | TV | Kily González         | 7 tháng 8, 1974 (29 tuổi)   |      |     | Inter Milan       |
| 19 | TV | César Delgado         | 18 tháng 8, 1981 (22 tuổi)  |      |     | Cruz Azul         |
| 20 | TV | Nicolás Medina        | 17 tháng 2, 1982 (22 tuổi)  |      |     | Sunderland        |
| 21 | TĐ | Mauro Rosales         | 24 tháng 2, 1981 (23 tuổi)  |      |     | Newell's Old Boys |
| 22 | HV | Fabricio Coloccini    | 22 tháng 1, 1982 (22 tuổi)  |      |     | Villareal         |

### Ecuador
Huấn luyện viên:  Hernán Darío Gómez

| Số | VT | Cầu thủ            | Ngày sinh (tuổi)            | Trận | Bàn | Câu lạc bộ         |
| -- | -- | ------------------ | --------------------------- | ---- | --- | ------------------ |
| 1  | TM | Jacinto Espinoza   | 24 tháng 11, 1969 (34 tuổi) |      |     | LDU Quito          |
| 2  | HV | Jorge Guagua       | 28 tháng 9, 1981 (22 tuổi)  |      |     | El Nacional        |
| 3  | HV | Iván Hurtado       | 16 tháng 8, 1974 (29 tuổi)  |      |     | Real Murcia        |
| 4  | HV | Ulises de la Cruz  | 8 tháng 2, 1974 (30 tuổi)   |      |     | Aston Villa        |
| 5  | TV | Alfonso Obregón    | 12 tháng 5, 1972 (32 tuổi)  |      |     | LDU Quito          |
| 6  | HV | Paul Ambrosi       | 14 tháng 10, 1980 (23 tuổi) |      |     | LDU Quito          |
| 7  | TĐ | Franklin Salas     | 30 tháng 8, 1981 (22 tuổi)  |      |     | LDU Quito          |
| 8  | TĐ | Ebelio Ordóñez     | 3 tháng 11, 1972 (31 tuổi)  |      |     | El Nacional        |
| 9  | TĐ | Gustavo Figueroa   | 30 tháng 8, 1978 (25 tuổi)  |      |     | Aucas              |
| 10 | TV | Álex Aguinaga (c)  | 9 tháng 7, 1969 (34 tuổi)   |      |     | LDU Quito          |
| 11 | TĐ | Agustín Delgado    | 23 tháng 12, 1974 (29 tuổi) |      |     | Aucas              |
| 12 | TM | Oswaldo Ibarra     | 8 tháng 9, 1969 (34 tuổi)   |      |     | El Nacional        |
| 13 | TV | Luis Saritama      | 20 tháng 10, 1983 (20 tuổi) |      |     | Deportivo Quito    |
| 14 | TĐ | Jhonny Baldeón     | 15 tháng 6, 1981 (23 tuổi)  |      |     | Deportivo Quito    |
| 15 | TV | Marlon Ayoví       | 27 tháng 9, 1971 (32 tuổi)  |      |     | Deportivo Quito    |
| 16 | TV | Cléber Chalá       | 29 tháng 6, 1971 (33 tuổi)  |      |     | Deportivo Quito    |
| 17 | HV | Giovanny Espinoza  | 12 tháng 4, 1977 (27 tuổi)  |      |     | LDU Quito          |
| 18 | HV | Neicer Reasco      | 23 tháng 7, 1977 (26 tuổi)  |      |     | LDU Quito          |
| 19 | TV | Edison Méndez      | 16 tháng 3, 1979 (25 tuổi)  |      |     | Deportivo Irapuato |
| 20 | TV | Edwin Tenorio      | 16 tháng 6, 1976 (28 tuổi)  |      |     | Barcelona SC       |
| 21 | TV | Leonardo Soledispa | 15 tháng 1, 1983 (21 tuổi)  |      |     | Barcelona SC       |
| 22 | TM | Damián Lanza       | 10 tháng 4, 1982 (22 tuổi)  |      |     | Deportivo Cuenca   |

### México
Huấn luyện viên:  Ricardo Lavolpe
| Số | VT | Cầu thủ            | Ngày sinh (tuổi)            | Trận | Bàn | Câu lạc bộ       |
| -- | -- | ------------------ | --------------------------- | ---- | --- | ---------------- |
| 1  | TM | Oswaldo Sánchez    | 21 tháng 9, 1973 (30 tuổi)  |      |     | Guadalajara      |
| 2  | HV | Claudio Suárez     | 17 tháng 12, 1968 (35 tuổi) |      |     | Tigres UANL      |
| 3  | HV | Omar Briceño       | 30 tháng 1, 1978 (26 tuổi)  |      |     | Tigres UANL      |
| 4  | HV | Rafael Márquez (c) | 13 tháng 2, 1979 (25 tuổi)  |      |     | Barcelona        |
| 5  | HV | Duilio Davino      | 21 tháng 3, 1976 (28 tuổi)  |      |     | América          |
| 6  | TV | Gerardo Torrado    | 30 tháng 4, 1979 (25 tuổi)  |      |     | Sevilla          |
| 7  | TV | Octavio Valdez     | 7 tháng 12, 1973 (30 tuổi)  |      |     | Pachuca          |
| 8  | TV | Pável Pardo        | 26 tháng 7, 1976 (27 tuổi)  |      |     | América          |
| 9  | TĐ | Jared Borgetti     | 14 tháng 8, 1973 (30 tuổi)  |      |     | Santos Laguna    |
| 10 | TĐ | Adolfo Bautista    | 15 tháng 5, 1979 (25 tuổi)  |      |     | Guadalajara      |
| 11 | TĐ | Daniel Osorno      | 16 tháng 3, 1979 (25 tuổi)  |      |     | Monterrey        |
| 12 | TM | Óscar Pérez        | 1 tháng 2, 1973 (31 tuổi)   |      |     | Cruz Azul        |
| 13 | TM | Moisés Muñoz       | 1 tháng 2, 1980 (24 tuổi)   |      |     | Monarcas Morelia |
| 14 | TV | Ramón Morales      | 10 tháng 10, 1975 (28 tuổi) |      |     | Guadalajara      |
| 15 | HV | David Oteo         | 27 tháng 7, 1973 (30 tuổi)  |      |     | Tigres UANL      |
| 16 | HV | Mario Méndez       | 1 tháng 6, 1979 (25 tuổi)   |      |     | Toluca           |
| 17 | TĐ | Francisco Palencia | 28 tháng 4, 1973 (31 tuổi)  |      |     | Guadalajara      |
| 18 | HV | Salvador Carmona   | 22 tháng 8, 1975 (28 tuổi)  |      |     | Guadalajara      |
| 19 | TV | Jaime Lozano       | 29 tháng 9, 1979 (24 tuổi)  |      |     | UNAM             |
| 20 | HV | Ricardo Osorio     | 30 tháng 3, 1980 (24 tuổi)  |      |     | Cruz Azul        |
| 21 | TV | Jesús Arellano     | 8 tháng 5, 1973 (31 tuổi)   |      |     | Monterrey        |
| 22 | HV | Héctor Altamirano  | 17 tháng 3, 1977 (27 tuổi)  |      |     | Santos Laguna    |

### Uruguay
Huấn luyện viên: Jorge Fossati
| Số | VT | Cầu thủ                    | Ngày sinh (tuổi)           | Trận | Bàn | Câu lạc bộ           |
| -- | -- | -------------------------- | -------------------------- | ---- | --- | -------------------- |
| 1  | TM | Sebastián Viera*           | 3 tháng 7, 1983 (21 tuổi)  |      |     | Nacional             |
| 2  | HV | Joe Bizera                 | 17 tháng 5, 1980 (24 tuổi) |      |     | Peñarol              |
| 3  | HV | Darío Rodríguez            | 17 tháng 9, 1974 (29 tuổi) |      |     | Schalke 04           |
| 4  | HV | Paolo Montero (c)          | 3 tháng 9, 1971 (32 tuổi)  |      |     | Juventus             |
| 5  | TV | Marcelo Sosa               | 6 tháng 2, 1978 (26 tuổi)  |      |     | Spartak Moscow       |
| 6  | TV | Alejandro Lago             | 28 tháng 6, 1979 (25 tuổi) |      |     | Fénix                |
| 7  | TV | Gustavo Varela             | 14 tháng 5, 1978 (26 tuổi) |      |     | Schalke 04           |
| 8  | TV | Omar Pouso                 | 28 tháng 2, 1980 (24 tuổi) |      |     | Danubio              |
| 9  | TĐ | Darío Silva                | 2 tháng 9, 1972 (31 tuổi)  |      |     | Sevilla              |
| 10 | TV | Juan Martín Parodi         | 22 tháng 9, 1974 (29 tuổi) |      |     | Panionios            |
| 11 | TV | Cristian Rodríguez         | 30 tháng 9, 1985 (18 tuổi) |      |     | Peñarol              |
| 12 | TM | Luis Barbat                | 17 tháng 6, 1968 (36 tuổi) |      |     | Danubio              |
| 13 | TV | Fabián Estoyanoff          | 27 tháng 9, 1982 (21 tuổi) |      |     | Fénix                |
| 14 | HV | Guillermo Daniel Rodríguez | 21 tháng 3, 1984 (20 tuổi) |      |     | Danubio              |
| 15 | TV | Diego Pérez                | 18 tháng 5, 1980 (24 tuổi) |      |     | Peñarol              |
| 16 | TV | Javier Delgado             | 8 tháng 7, 1975 (28 tuổi)  |      |     | Saturn Moscow Oblast |
| 17 | HV | Carlos Diogo               | 18 tháng 7, 1983 (20 tuổi) |      |     | Peñarol              |
| 18 | TĐ | Richard Morales            | 21 tháng 2, 1975 (29 tuổi) |      |     | Osasuna              |
| 19 | TV | Jorge Andrés Martínez      | 5 tháng 4, 1983 (21 tuổi)  |      |     | Montevideo Wanderers |
| 20 | TĐ | Carlos Bueno               | 10 tháng 5, 1980 (24 tuổi) |      |     | Peñarol              |
| 21 | TĐ | Diego Forlán               | 19 tháng 5, 1979 (25 tuổi) |      |     | Manchester United    |
| 22 | TĐ | Vicente Sánchez            | 7 tháng 12, 1979 (24 tuổi) |      |     | Toluca               |

- * Thay cho Fabián Carini vì chấn thương.

## Bảng C

### Brasil
Huấn luyện viên: Carlos Alberto Parreira

| Số | VT | Cầu thủ          | Ngày sinh (tuổi)            | Trận | Bàn | Câu lạc bộ        |
| -- | -- | ---------------- | --------------------------- | ---- | --- | ----------------- |
| 1  | TM | Júlio César      | 3 tháng 9, 1979 (24 tuổi)   |      |     | Flamengo          |
| 2  | HV | Mancini          | 8 tháng 1, 1980 (24 tuổi)   |      |     | Roma              |
| 3  | HV | Luisão           | 13 tháng 2, 1981 (23 tuổi)  |      |     | Benfica           |
| 4  | HV | Juan             | 1 tháng 2, 1979 (25 tuổi)   |      |     | Bayer Leverkusen  |
| 5  | TV | Renato           | 15 tháng 5, 1979 (25 tuổi)  |      |     | Santos            |
| 6  | HV | Gustavo Nery     | 22 tháng 7, 1977 (26 tuổi)  |      |     | São Paulo         |
| 7  | TĐ | Adriano          | 17 tháng 2, 1982 (22 tuổi)  |      |     | Inter Milan       |
| 8  | TV | Kléberson        | 19 tháng 6, 1979 (25 tuổi)  |      |     | Manchester United |
| 9  | TĐ | Luís Fabiano     | 8 tháng 11, 1980 (23 tuổi)  |      |     | São Paulo         |
| 10 | TV | Alex (c)         | 14 tháng 9, 1977 (26 tuổi)  |      |     | Cruzeiro          |
| 11 | TV | Edu              | 15 tháng 5, 1978 (26 tuổi)  |      |     | Arsenal           |
| 12 | TM | Fábio            | 30 tháng 9, 1980 (23 tuổi)  |      |     | Vasco da Gama     |
| 13 | HV | Maicon           | 26 tháng 7, 1981 (22 tuổi)  |      |     | Cruzeiro          |
| 14 | HV | Marcelo Bordon   | 7 tháng 1, 1976 (28 tuổi)   |      |     | VfB Stuttgart     |
| 15 | HV | Cris             | 3 tháng 6, 1977 (27 tuổi)   |      |     | Cruzeiro          |
| 16 | TV | Dudu Cearense    | 15 tháng 4, 1983 (21 tuổi)  |      |     | Kashiwa Reysol    |
| 17 | HV | Adriano          | 26 tháng 10, 1984 (19 tuổi) |      |     | Coritiba          |
| 18 | TV | Júlio Baptista   | 1 tháng 10, 1981 (22 tuổi)  |      |     | Sevilla           |
| 19 | TV | Diego            | 28 tháng 2, 1985 (19 tuổi)  |      |     | Santos            |
| 20 | TV | Felipe           | 2 tháng 9, 1977 (26 tuổi)   |      |     | Flamengo          |
| 21 | TĐ | Ricardo Oliveira | 6 tháng 5, 1980 (24 tuổi)   |      |     | Valencia          |
| 22 | TĐ | Vágner Love      | 11 tháng 6, 1984 (20 tuổi)  |      |     | Palmeiras         |

### Chile
Huấn luyện viên: Juvenal Olmos

| Số | VT | Cầu thủ             | Ngày sinh (tuổi)            | Trận | Bàn | Câu lạc bộ                |
| -- | -- | ------------------- | --------------------------- | ---- | --- | ------------------------- |
| 1  | TM | Claudio Bravo       | 13 tháng 4, 1983 (21 tuổi)  |      |     | Colo-Colo                 |
| 2  | HV | Cristián Álvarez    | 20 tháng 1, 1980 (24 tuổi)  |      |     | Universidad Católica      |
| 3  | HV | Luis Fuentes        | 14 tháng 8, 1971 (32 tuổi)  |      |     | Cobreloa                  |
| 4  | HV | Rodrigo Pérez       | 19 tháng 8, 1973 (30 tuổi)  |      |     | Cobreloa                  |
| 5  | HV | Miguel Ramírez (c)  | 11 tháng 6, 1970 (34 tuổi)  |      |     | Colo-Colo                 |
| 6  | TV | Clarence Acuña      | 8 tháng 2, 1975 (29 tuổi)   |      |     | Rosario Central           |
| 7  | TV | Rodrigo Valenzuela  | 22 tháng 11, 1975 (28 tuổi) |      |     | América                   |
| 8  | TV | Rodrigo Millar      | 3 tháng 11, 1981 (22 tuổi)  |      |     | Huachipato                |
| 9  | TĐ | Sebastián González  | 14 tháng 12, 1978 (25 tuổi) |      |     | Atlante                   |
| 10 | TV | Luis Jiménez        | 17 tháng 6, 1984 (20 tuổi)  |      |     | Ternana                   |
| 11 | TV | Mark González       | 10 tháng 5, 1984 (20 tuổi)  |      |     | Universidad Católica      |
| 12 | TM | Alex Varas          | 26 tháng 3, 1976 (28 tuổi)  |      |     | Santiago Wanderers        |
| 13 | HV | Ismael Fuentes      | 4 tháng 8, 1981 (22 tuổi)   |      |     | Rangers                   |
| 14 | TV | Moisés Villarroel   | 12 tháng 2, 1976 (28 tuổi)  |      |     | Colo-Colo                 |
| 15 | TĐ | Héctor Mancilla     | 12 tháng 11, 1980 (23 tuổi) |      |     | Huachipato                |
| 16 | TV | Jonathan Cisternas  | 16 tháng 6, 1980 (24 tuổi)  |      |     | Cobreloa                  |
| 17 | TV | Milovan Mirosevic   | 20 tháng 6, 1980 (24 tuổi)  |      |     | Racing Club               |
| 18 | TV | Rodrigo Meléndez    | 3 tháng 10, 1977 (26 tuổi)  |      |     | Quilmes                   |
| 19 | HV | Rafael Olarra       | 26 tháng 5, 1978 (26 tuổi)  |      |     | Independiente             |
| 20 | TV | Mauricio Aros       | 9 tháng 3, 1976 (28 tuổi)   |      |     | Huachipato                |
| 21 | TV | Luis Pedro Figueroa | 14 tháng 5, 1983 (21 tuổi)  |      |     | Universidad de Concepción |
| 22 | TĐ | Patricio Galaz      | 31 tháng 12, 1976 (27 tuổi) |      |     | Cobreloa                  |

### Costa Rica
Huấn luyện viên:  Jorge Luis Pinto

| Số | VT | Cầu thủ                   | Ngày sinh (tuổi)            | Trận | Bàn | Câu lạc bộ  |
| -- | -- | ------------------------- | --------------------------- | ---- | --- | ----------- |
| 1  | TM | Víctor Bolívar            | 3 tháng 9, 1983 (20 tuổi)   |      |     | Liberia     |
| 2  | HV | Michael Umaña             | 16 tháng 7, 1982 (21 tuổi)  |      |     | Herediano   |
| 3  | HV | Luis Marín (c)            | 10 tháng 8, 1974 (29 tuổi)  |      |     | Alajuelense |
| 4  | HV | Alexander Castro          | 14 tháng 2, 1979 (25 tuổi)  |      |     | Alajuelense |
| 5  | TĐ | Whayne Wilson             | 7 tháng 9, 1975 (28 tuổi)   |      |     | Cartaginés  |
| 6  | TV | Christian Oviedo          | 25 tháng 8, 1978 (25 tuổi)  |      |     | Herediano   |
| 7  | TV | Alonso Solís              | 14 tháng 10, 1978 (25 tuổi) |      |     | Saprissa    |
| 8  | TV | Danny Fonseca             | 7 tháng 11, 1979 (24 tuổi)  |      |     | Cartaginés  |
| 9  | TĐ | Álvaro Saborío            | 25 tháng 3, 1982 (22 tuổi)  |      |     | Saprissa    |
| 10 | TV | Walter Centeno            | 6 tháng 10, 1974 (29 tuổi)  |      |     | Saprissa    |
| 11 | TĐ | Rónald Gómez              | 24 tháng 1, 1975 (29 tuổi)  |      |     | Saprissa*   |
| 12 | HV | Leonardo González         | 21 tháng 11, 1980 (23 tuổi) |      |     | Herediano   |
| 13 | TV | Carlos Hernández Valverde | 9 tháng 4, 1982 (22 tuổi)   |      |     | Alajuelense |
| 14 | TV | Cristian Badilla          | 11 tháng 7, 1978 (25 tuổi)  |      |     | Herediano   |
| 15 | HV | Júnior Díaz               | 12 tháng 10, 1983 (20 tuổi) |      |     | Herediano   |
| 16 | HV | Try Bennett               | 5 tháng 8, 1975 (28 tuổi)   |      |     | Herediano   |
| 17 | TV | Steven Bryce              | 16 tháng 8, 1977 (26 tuổi)  |      |     | Alajuelense |
| 18 | TM | José Porras               | 8 tháng 11, 1970 (33 tuổi)  |      |     | Saprissa    |
| 19 | HV | Mauricio Wright           | 20 tháng 12, 1970 (33 tuổi) |      |     | AEK Athens  |
| 20 | HV | Douglas Sequeira          | 23 tháng 8, 1977 (26 tuổi)  |      |     | Saprissa    |
| 21 | TĐ | Andy Herron               | 2 tháng 3, 1978 (26 tuổi)   |      |     | Herediano   |
| 22 | TM | Ricardo González Fonseca  | 6 tháng 3, 1974 (30 tuổi)   |      |     | Alajuelense |

- * Cho mượn tại Deportivo Irapuato.

### Paraguay
Huấn luyện viên: Carlos Jara Saguier

| Số | VT | Cầu thủ                 | Ngày sinh (tuổi)            | Trận | Bàn | Câu lạc bộ    |
| -- | -- | ----------------------- | --------------------------- | ---- | --- | ------------- |
| 1  | TM | Justo Villar            | 30 tháng 6, 1977 (27 tuổi)  |      |     | Libertad      |
| 2  | HV | Emilio Martínez         | 10 tháng 4, 1981 (23 tuổi)  |      |     | Libertad      |
| 3  | HV | Julio César Manzur      | 22 tháng 6, 1981 (23 tuổi)  |      |     | Guaraní       |
| 4  | HV | Carlos Gamarra (c)      | 17 tháng 2, 1971 (33 tuổi)  |      |     | Inter Milan   |
| 5  | HV | José Devaca             | 18 tháng 9, 1982 (21 tuổi)  |      |     | Cerro Porteño |
| 6  | TV | Jorge Brítez            | 2 tháng 8, 1981 (22 tuổi)   |      |     | Olimpia       |
| 7  | TĐ | Dante López             | 16 tháng 8, 1983 (20 tuổi)  |      |     | Córdoba       |
| 8  | TV | Edgar Barreto           | 15 tháng 7, 1984 (19 tuổi)  |      |     | NEC           |
| 9  | TĐ | Fredy Bareiro           | 27 tháng 3, 1982 (22 tuổi)  |      |     | Libertad      |
| 10 | TV | Diego Figueredo         | 28 tháng 4, 1982 (22 tuổi)  |      |     | Olimpia       |
| 11 | TĐ | Julio Valentín González | 26 tháng 8, 1981 (22 tuổi)  |      |     | Nacional      |
| 12 | TM | Diego Barreto           | 16 tháng 7, 1981 (22 tuổi)  |      |     | Cerro Porteño |
| 13 | TV | Carlos Humberto Paredes | 16 tháng 7, 1976 (27 tuổi)  |      |     | Reggina       |
| 14 | TV | Ernesto Cristaldo       | 16 tháng 3, 1984 (20 tuổi)  |      |     | Cerro Porteño |
| 15 | HV | Pedro Benítez           | 23 tháng 3, 1981 (23 tuổi)  |      |     | Cerro Porteño |
| 16 | HV | David Villalba          | 13 tháng 4, 1982 (22 tuổi)  |      |     | Olimpia       |
| 17 | HV | Celso Esquivel          | 20 tháng 3, 1981 (23 tuổi)  |      |     | San Lorenzo   |
| 18 | HV | Derlis González         | 25 tháng 5, 1978 (26 tuổi)  |      |     | 12 de Octubre |
| 19 | TĐ | Nelson Valdez           | 28 tháng 11, 1983 (20 tuổi) |      |     | Werder Bremen |
| 20 | TV | Julio dos Santos        | 7 tháng 5, 1983 (21 tuổi)   |      |     | Cerro Porteño |
| 21 | TV | Aureliano Torres        | 16 tháng 6, 1982 (22 tuổi)  |      |     | Guaraní       |
| 22 | TĐ | Fabio Escobar           | 15 tháng 2, 1982 (22 tuổi)  |      |     | Nacional      |